# Павлетич, Дон
Доналд Стивен Павлетич (англ. Donald Stephen Pavletich, 13 июля 1938, Милуоки, Висконсин — 5 марта 2020, Брукфилд, там же) — американский бейсболист, кэтчер, игрок первой базы. С перерывами выступал в Главной лиге бейсбола с 1957 по 1971 год. Большую часть карьеры провёл в составе клуба «Цинциннати Редс».

## Биография
Доналд родился 13 июля 1938 года в семье Джозефа и Энн Павлетич, младший из троих детей. Все его бабушки и дедушки эмигрировали в США из Хорватии. В бейсбол он начал играть во время учёбы в школе. Также он занимался баскетболом и американским футболом. Его показатель отбивания в четырёх проведённых сезонах составил 40,5 %, все четыре раза команда Дона выигрывала чемпионат. Также он выступал в одной из команд под эгидой Американского легиона. После окончания школы Павлетич играл за полупрофессиональную команду «Милуоки Хайвей Бирс».
В августе 1956 года, вскоре после своего восемнадцатилетия, Павлетич подписал контракт с клубом «Цинциннати Редлегс». Полученный бонус в размере 35 тысяч долларов он потратил, чтобы выплатить кредит за дом родителей. Весной 1957 года он отправился на сборы с основным составом команды, а в третьей игре регулярного чемпионата впервые вышел на поле в Главной лиге бейсбола. Эта игра стала для него единственной в сезоне. Зная, что его вскоре призовут на военную службу, Дон уехал домой и записался на неё добровольно, рассчитывая таким образом вернуться к началу сезона 1959 года. После получения начальной медицинской подготовки он был отправлен в Европу. Большую часть службы он провёл в Хайльбронне в Западной Германии.
В США Павлетич вернулся весной 1959 года. В апреле он сыграл один матч за «Цинциннати», после чего был отправлен в фарм-клуб «Топика Хокс», где мог получить больше игрового опыта. В октябре того же года Дон женился на Долорес Вилхелм, родившей ему четырёх детей. Большую часть чемпионата 1960 года он также отыграл за «Хокс», ещё пятнадцать матчей он провёл в составе «Коламбии Редс». Весь следующий сезон Павлетич выступал на уровне AAA-лиги за Индианаполис Индианс. В 142 сыгранных матчах он отбивал с показателем 29,5 %, выбил 22 хоум-рана и набрал 78 RBI. Его включили в символическую сборную звёзд сезона.
Перед началом сезона 1962 года Дона перевели в основной состав «Цинциннати». Основным кэтчером команды был Джонни Эдвардс, поэтому он принял участие только в 34 играх, большую часть времени выходя на первую базу. В матчах регулярного чемпионата он отметился одним хоум-раном и семью набранными RBI. В следующем году, после травмы Эдвардса, Павлетич играл более важную роль в команде, проведя 71 матч. Зимой он уезжал играть в Венесуэлу, но вернулся домой досрочно из-за болей в плече. Следующий 1964 год Дон начал в «Сан-Диего Падрес» на уровне AAA-лиги, вернувшись в «Редс» в июле, снова из-за травмы Эдвардса. Он принял участие в 34 матчах чемпионата, отбивая с эффективностью 24,2 %.
Следующие два года стали лучшими в его карьере. Эдвардс по-прежнему оставался основным кэтчером «Редс», но Павлетича не отправляли в фарм-клубы и он стабильно играл на бите. В 1965 году он провёл 68 матчей с показателем отбивания 31,9 %, в следующем сезоне — 83 игры и 29,4 %. В нескольких матчах команда побеждала благодаря хоум-ранам Дона в экстра-иннингах. Затем в «Цинциннати» пришёл будущий член Зала славы Джонни Бенч, постепенно вытеснивший Павлетича из состава. В 1967 году он сыграл в 74 матчах, а в 1968 году всего в 46, получив к тому же травму. В итоге Бенч был признан Новичком года, а Дона в декабре обменяли в «Чикаго Уайт Сокс».
За «Чикаго» в 1969 году он сыграл в 78 матчах, оставаясь дублёром Эда Херрманна. Около месяца ему пришлось пропустить из-за травмы руки. В декабре Павлетича обменяли в «Бостон Ред Сокс». В команде было достаточно кэтчеров, но среди них не было звёзд. Кроме того, Дон мог сыграть на первой базе. Эта универсальность позволяла ему оставаться в составе, хотя на поле он выходил редко. Он сыграл всего в 32 матчах, выбив девять хитов. Весной 1971 года Павлетич отодвинулся на место третьего кэтчера «Ред Сокс» и в регулярном чемпионате принял участие в 14 играх. В октябре его обменяли в «Милуоки Брюэрс». Сыграть за команду ему не довелось. После окончания предсезонных сборов Дона отчислили. На этом его бейсбольная карьера завершилась.
После окончания карьеры Дон в течение восьми лет занимался продажей недвижимости, затем работал кредитным специалистом. В 1984 году он женился во второй раз.
Скончался Дон Павлетич 5 марта 2020 года в Брукфилде в штате Висконсин.